# Disophrys nigricepsibol
Disophrys nigricepsibol är en stekelart som beskrevs av Roy D. Shenefelt 1970. Disophrys nigricepsibol ingår i släktet Disophrys och familjen bracksteklar. Inga underarter finns listade i Catalogue of Life.